# جوست مولر
جوست مولر (بالهولندية: Joost Möller)‏ هو سياسي هولندي، ولد في 20 مايو 1967. حزبياً، نشط في حزب الشعب من أجل الحرية والديمقراطية. وقد انتخب alderman ‏.